# Хондурас на Светском првенству у атлетици на отвореном 2013.
Хондурас је учествовао на Светском првенству у атлетици на отвореном 2013. одржаном у Москви од 10. до 18. августа четрнаести пут, односно учествовао је на свим првенствима до данас. Репрезентацију Хондураса је представљао један такмичар који се такмичио у трци на 200 метара.,
На овом првенству Хондурас није освојио ниједну медаљу, нити је постигнут национални или лични рекорд. Постигнут је само један најбољи лични резултат сезоне.

## Резултати

### Мушкарци
| Атлетичар        | Дисциплина | Лични рекорд        | Квалификације | Квалификације | Полуфинале           | Полуфинале           | Финале               | Финале       | Детаљи |
| Атлетичар        | Дисциплина | Лични рекорд        | Резултат      | Место         | Резултат             | Место                | Резултат             | Место        | Детаљи |
| ---------------- | ---------- | ------------------- | ------------- | ------------- | -------------------- | -------------------- | -------------------- | ------------ | ------ |
| Роландо Паласиос | 200 м      | 20,40 (-0.9 м/с) НР | 21,02 ЛРС     | 6. у гр 5     | Није се квалификовао | Није се квалификовао | Није се квалификовао | 36 / 55 / 56 |        |